# Kostiantynivka
Kostiantynivka (ukrainska: Костянтинівка lyssna (fil), ryska: Константиновка: Konstantinovka) är en industristad i Donetsk oblast i östra Ukraina. Staden ligger cirka 58 kilometer norr om Donetsk. Kostiantynivka beräknades ha 67 350 invånare i januari 2022.
Kostiantynivka ligger inom Donetsbäckenet, vid floden Kryvyj Torets. Staden utvecklade under sovjettiden en betydande stål-, bly- och zinkindustri samt kemisk industri.

## Historia
Kostiantynivka grundades år 1870 och fick stadsrättigheter år 1932. Under andra världskriget skadades Kostiantynivka svårt.
På våren 2014, i början av det rysk-ukrainska kriget, intogs staden av proryska separatister, men återtogs av ukrainska styrkor den 5 juli samma år.
Den 6 september 2023 dödades 17 personer vid vad som sades vara en rysk missilattack mot staden. Minst 32 personer skadades. New York Times rapporterade dock senare att "bevis tyder starkt på att den katastrofala attacken var resultatet av en felaktig ukrainsk luftvärnsmissil avfyrad av ett Buk-uppskjutningssystem".